# Brooklyn Bridge
Die Brooklyn Bridge (ursprünglich New York and Brooklyn Bridge) in New York City ist eine kombinierte Hänge- und Schrägseilbrücke und eine der ältesten Hängebrücken dieser Bauart in den USA. Sie überspannt den East River und verbindet die Stadtteile Manhattan und Brooklyn miteinander. Die Brücke hat heute fünf Fahrstreifen für Fahrzeuge, drei von Manhattan nach Brooklyn, zwei von Brooklyn nach Manhattan. Der dritte Fahrstreifen nach Manhattan wurde zum Fahrradweg umfunktioniert. In der Ebene darüber befindet sich ein breiter Fußweg. Zum Zeitpunkt ihrer Fertigstellung 1883 war die Brooklyn Bridge die längste Hängebrücke der Welt; sie übertraf alle zuvor errichteten in ihrer Länge um mehr als 50 Prozent. Für die Stadt New York wurde die Brooklyn Bridge schnell zu einem neuen Wahrzeichen.

## Geschichte

### Vorgeschichte
Die Idee einer Brücke zwischen Manhattan und Brooklyn wurde schon seit dem frühen 19. Jahrhundert diskutiert, scheiterte aber immer am East River, der kein Fluss, sondern ein Meeresarm mit starken gezeitenabhängigen Strömungen und dichtem Schiffsverkehr ist. Eine Brücke ohne störende Pfeiler, die den Meeresarm weit über den Schiffsmasten in einer großen Spanne überquert, wäre die ideale Lösung gewesen, schien aber damals jenseits aller technischen Möglichkeiten zu sein.

### Vorbereitungen
Der deutsch-amerikanische Ingenieur Johann August Röbling, der sich nach Einbürgerung John Augustus Roebling nannte und aus Mühlhausen in Thüringen stammte, hatte bereits mehrere Hängebrücken konstruiert und 1855 die Niagara Falls Suspension Bridge (ebenfalls eine kombinierte Hänge- und Schrägseilbrücke) mit einer Spannweite von 260 m fertiggestellt. Er war auch der Inhaber einer Seilerei, die Drahtseile aus hochfesten Stahldrähten herstellen konnte. Er schlug eine Hängebrücke vor, für die er auch schon Pläne mit zahlreichen Einzelheiten ausgearbeitet hatte, samt den beiden großen Granittürmen mit den vier Tragkabeln. Die Stadtverwaltungen von New York und Brooklyn reagierten zurückhaltend. Roebling konnte aber einen Geschäftsmann und Zeitungsverleger für die Idee begeistern, dem es nach längeren Bemühungen gelang, ein Gesetz des Staates New York zu erwirken, wonach eine private Gesellschaft eine Brücke über den East River bauen dürfe. 1867 wurde die New York Bridge Company gegründet. 1869 wurden Roeblings Pläne genehmigt und er selbst zum Chief Engineer für den Brückenbau ernannt.
Bei der Besichtigung des für einen der Türme vorgesehenen Platzes wurde Roebling jedoch Opfer eines Unfalls, bei dem sein Fuß von einer Fähre eingequetscht wurde. Er starb nur drei Wochen später infolge einer Tetanus-Infektion. Sein Sohn Washington übernahm daraufhin die Leitung des Projektes.

### Bau
Die eigentlichen Bauarbeiten an der Brooklyn Bridge begannen am 3. Januar 1870 mit den Vorbereitungen für die Fundamente der Türme und der Anker. Die bis zu 23 m tiefen Baugruben wurden mit Hilfe von Senkkästen ausgehoben, ein in den USA erstmals eingesetztes Verfahren, das noch nicht voll beherrscht wurde und dessen medizinische Probleme überhaupt noch nicht verstanden wurden. Während der fünf Jahre dauernden Tiefbauarbeiten kam es immer wieder zu Unfällen und Krankheiten. Auch Washington Roebling erkrankte 1872 bei Arbeiten in einem der Senkkästen (Caisson) für die Errichtung der Pfeilerfundamente an der Dekompressionskrankheit (Taucherkrankheit) oder Caissonkrankheit. Er verfügte daraufhin nur noch über eingeschränktes Sprechvermögen und war auf einen Rollstuhl angewiesen. Während er die weiteren Bauarbeiten lediglich mit einem Teleskop von zu Hause aus verfolgen konnte, war es vor allem seine Ehefrau Emily, die die Arbeiten voranbrachte. Sie sollte später auch die erste Person sein, die die Brücke nach ihrer Fertigstellung überquerte.

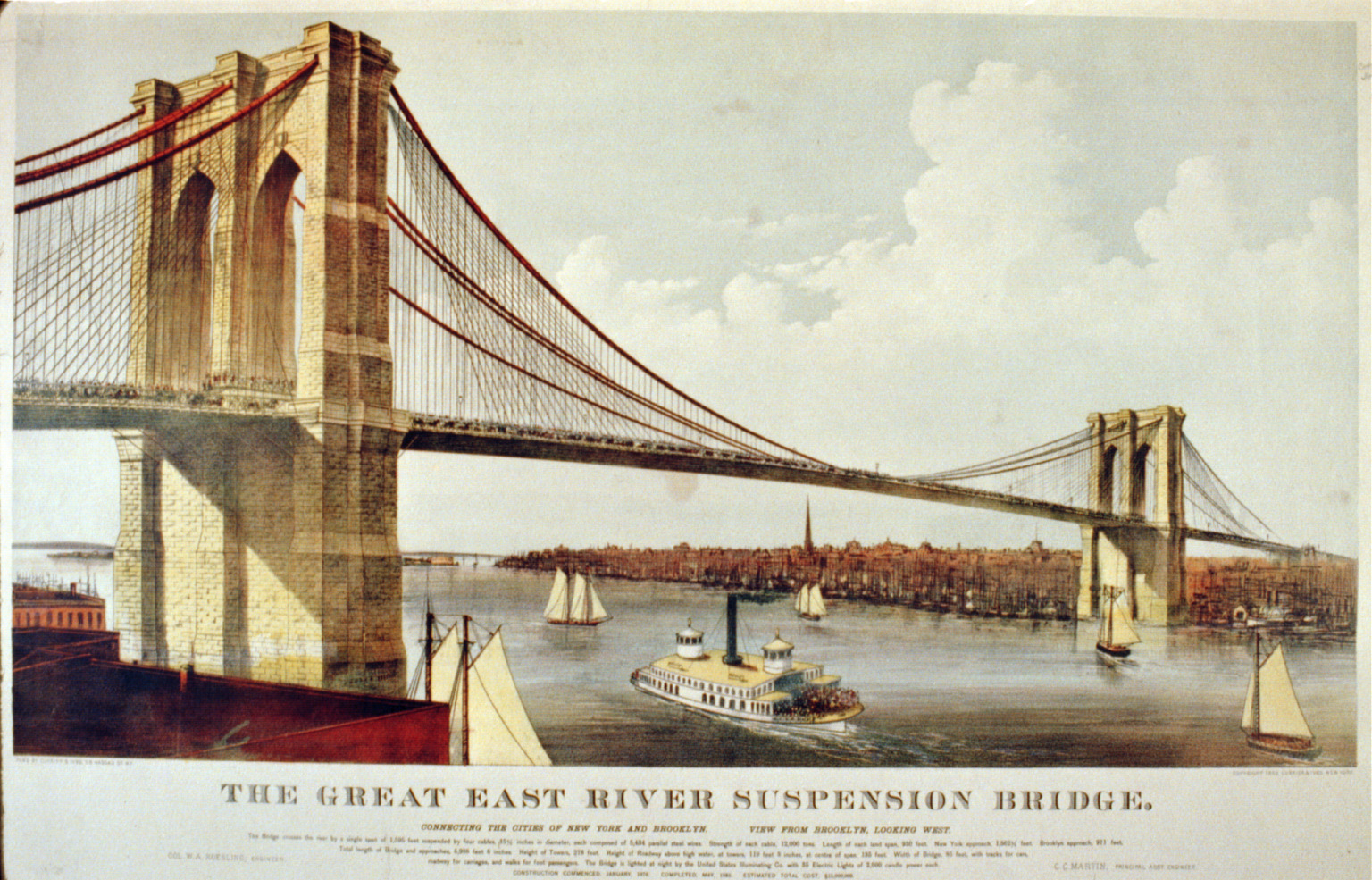
Einer der zahlreichen Drucke von Currier and Ives, die die Brooklyn Bridge zeigen (1877)

Im August 1876 wurde das erste Seil von einem Anker über die Türme und den East River zu dem anderen Anker gespannt, mit dessen Hilfe anschließend ein schmaler durchhängender Steg (catwalk) gebaut wurde. Im Februar 1877 begann man mit dem Spinnen der Tragkabel. Die Spinnräder liefen bis Oktober 1878 hin und her, um die über 20.000 Stahldrähte für die vier Tragkabel über den Fluss zu ziehen. Im März 1879 begannen die Arbeiten an den Fahrbahnträgern, die weitere vier Jahre dauerten. Außer den beiden Fahrbahnen waren zwei Gleise für die Eisenbahn vorgesehen. Da deren Züge inzwischen schwerer geworden waren, musste Roebling verstärkte Streben in den Fachwerkkonstruktionen vorsehen. Vor der Eröffnung mussten noch die Mauthäuser an beiden Enden der Brücke geplant und gebaut und die Brücke selbst mit 70 elektrischen Lampen ausgerüstet werden.
Die Gesamtkosten betrugen 15,2 Millionen US-Dollar inklusive 3,8 Millionen US-Dollar Grunderwerbskosten. Insgesamt beschäftigte der Bau 6000 Arbeiter, 27 verloren dabei ihr Leben.

### Eröffnung und erste Jahre

Photoalbum (herausgegeben von Rand, McNally & Co.) zeigt die Brooklyn Bridge, 1895

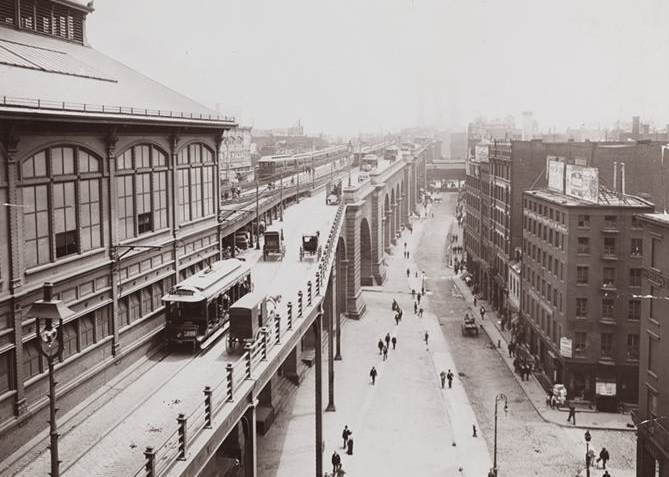
Brückenrampe in Manhattan, links der Endbahnhof Park Row Terminal der Kabelbahn, 1898

Am Tag ihrer Eröffnung, dem 24. Mai 1883, überquerten bereits 1.800 Fahrzeuge und 150.300 Menschen die neue Brücke. Pro Fahrzeug mussten fünf Cent, pro Fußgänger ein Cent bezahlt werden. Um die skeptische New Yorker Bevölkerung von der Stabilität des Bauwerks zu überzeugen, soll zuvor der Zirkus Barnum, der sein Winterquartier in Brooklyn hatte, mit 21 Elefanten zur Belastungsprobe über die Brücke geschickt worden sein. Es scheint dafür jedoch keine gesicherten Quellen zu geben. Manchen Berichten zufolge fand dieses Ereignis erst ein Jahr später statt.
Unklar ist, wie die New Yorker damals die neue Brücke akzeptiert haben. Teilweise heißt es, alle seien begeistert gewesen und hätten zu Hunderttausenden am Eröffnungstag die Brücke beschritten. Anderen Berichten zufolge war die Bevölkerung anfangs sehr zögerlich, demnach soll es lange gedauert haben, bis sich diese Vorsicht legte.

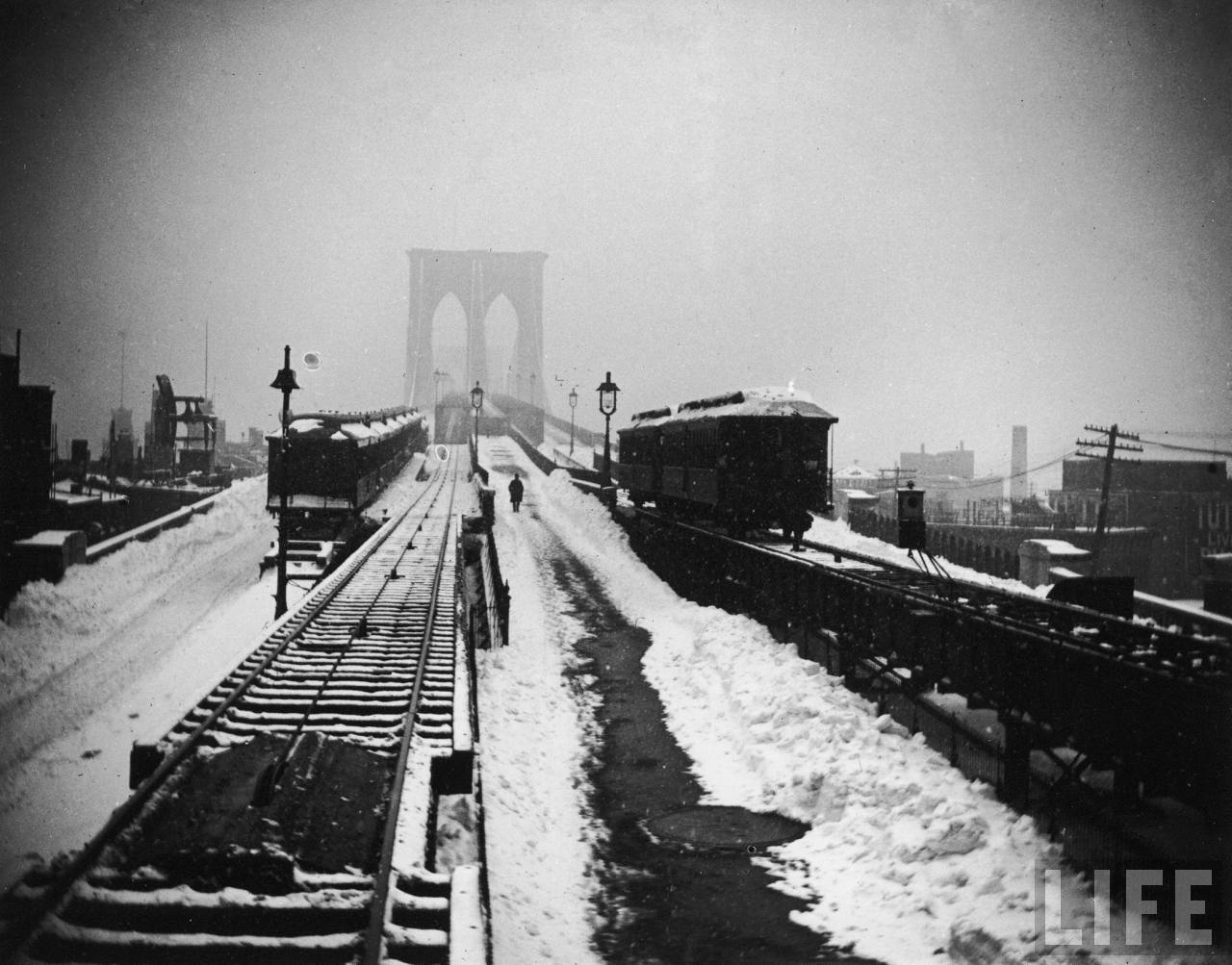
Brooklyn Bridge mit Gleisen, Umlenkrolle am Anfang des Zugseils (Linksverkehr) und Cable Cars, März 1888

Querschnitt, 1883 veröffentlichte Zeichnung

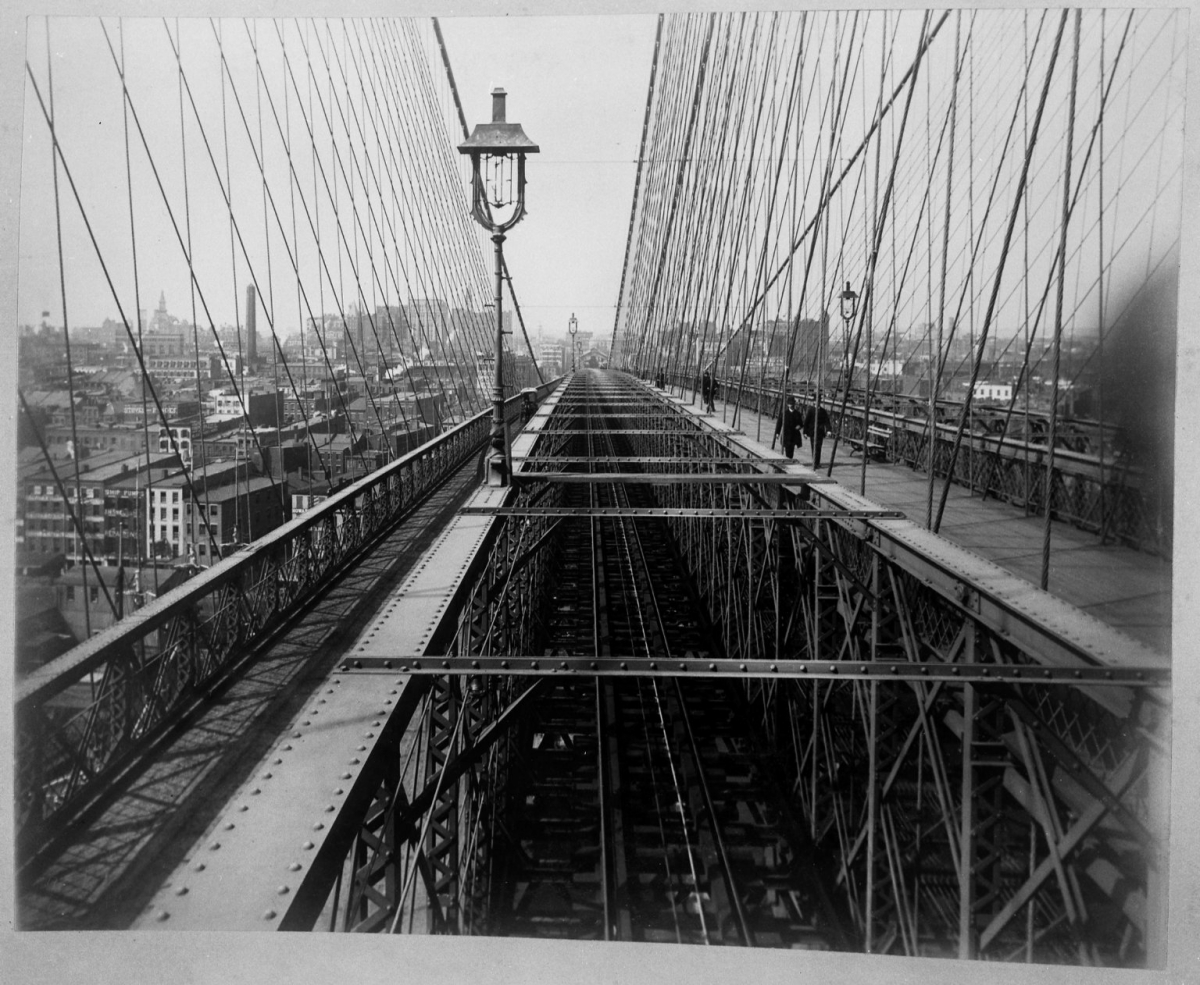
Fußweg und Gleis der Kabelbahn, ca. 1888

Einige Tage nach der Eröffnung, am 30. Mai, brach eine Panik in einem Gedränge aus, die zwölf Menschen das Leben kostete. Eine Frau schrie laut auf, als eine andere beim Gehen auf einer hölzernen Treppe den Halt verlor. In der Umgebung brach in Sekundenschnelle eine Massenpanik aus, in deren Verlauf zwölf Menschen starben und 35 teilweise schwer verletzt wurden.
Am 25. September 1883 begann auf den mittig zwischen den Richtungsfahrbahnen, beiderseits des Fußwegs gelegenen Gleisen der Zugverkehr über die Brücke. An den Brückenenden in Manhattan und Brooklyn hatte man die Strecke als Hochbahnen bis zu den nahen Endbahnhöfen weitergeführt. In den ersten Jahren pendelten Cable Cars, von denen 24 Fahrzeuge angeschafft wurden, zwischen den beiden Stationen. Diese Wagen wurden von Dampflokomotiven – denen man nicht zutraute, die Steigungen der Rampen zu bewältigen – aus den Endbahnhöfen bis zum Fuß der Rampen geschoben. Dort wurden die Wagen in ein stetig umlaufendes Seil eingeklinkt, das von einer Dampfmaschine auf der Brooklyn-Seite bewegt wurde.
1884 wurden ca. 9 Millionen Fahrgäste befördert, 1885 verkehrten die Züge während der Hauptverkehrszeit bereits im 90-Sekunden-Intervall. 1893 wurden zur Erhöhung der Kapazität im Brückenbereich ineinander verschlungene Gleise angelegt und ein zweites Zugseil installiert. Am 30. November 1896 endete der Einsatz der Dampflokomotiven, fortan brachten elektrische Triebwagen die – mittlerweile aus mehreren Wagen gebildeten – Züge zu den Rampen, wo weiterhin das Seil die Traktion sicherstellte. Nach der Vereinigung der Städte New York und Brooklyn übernahm 1898 die Brooklyn Rapid Transit Company (BRT) die New York and Brooklyn Bridge Railway, verknüpfte die Strecke mit ihren vorhandenen und ließ einige ihrer Züge bis Manhattan durchlaufen. Die Dampfmaschine für das Bewegen des Zugseils wurde durch Elektromotoren ersetzt. Ab 1899 verkehrten außerhalb der Hauptverkehrszeit Züge auch rein elektrisch, ohne Zugriff auf das Kabel, über die Brücke.

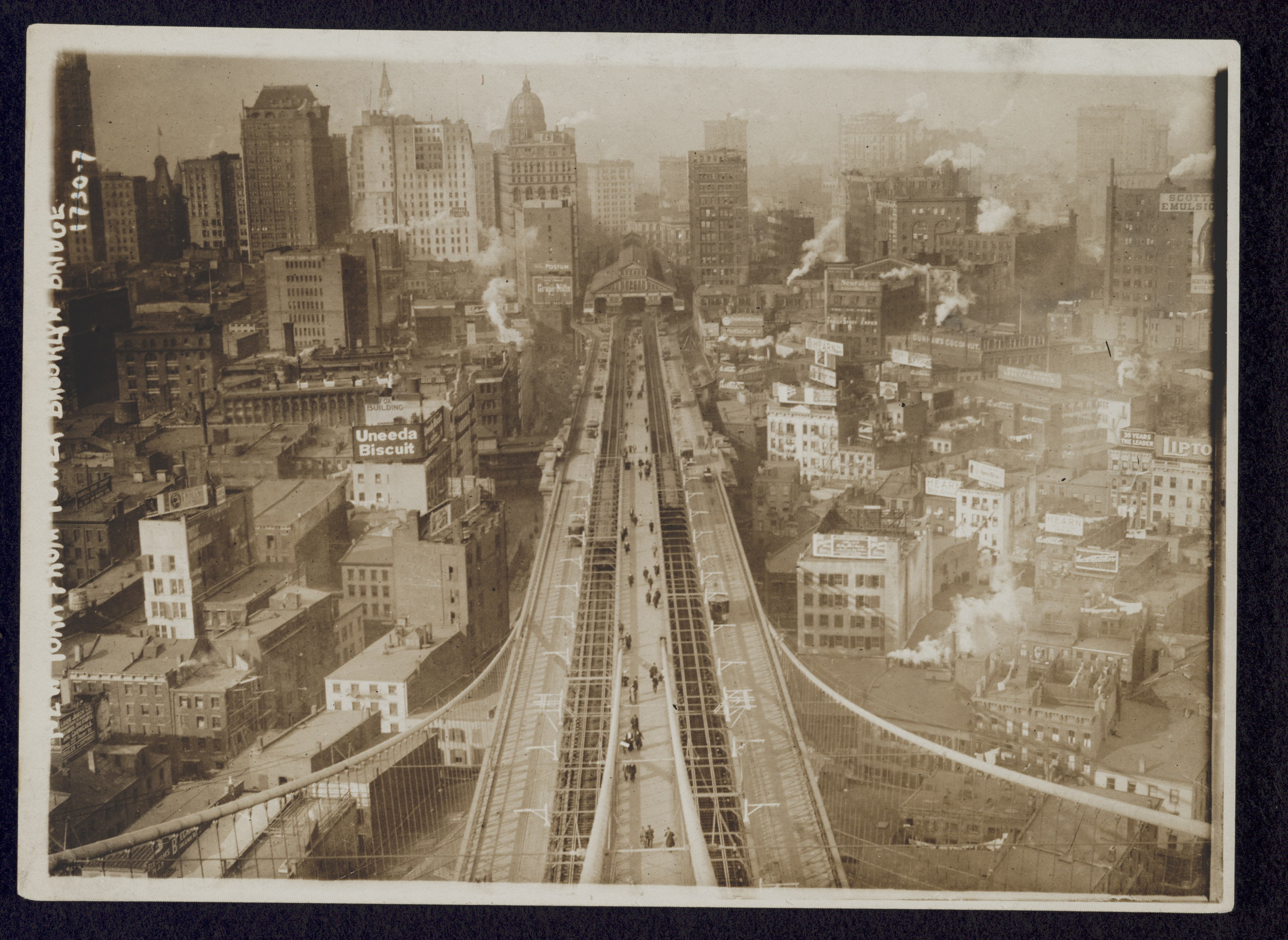
Brooklyn Bridge mit U-Bahn- und Straßenbahngleisen, im Hintergrund der Endbahnhof Park Row Terminal, um 1910

1898 wurde die Straßenbahnverbindung über die Brooklyn Bridge eröffnet. Die Gleise wurden auf der jeweils linken Spur der beiden Fahrbahnen neben jenen der Kabelbahn angelegt.

### 20. Jahrhundert

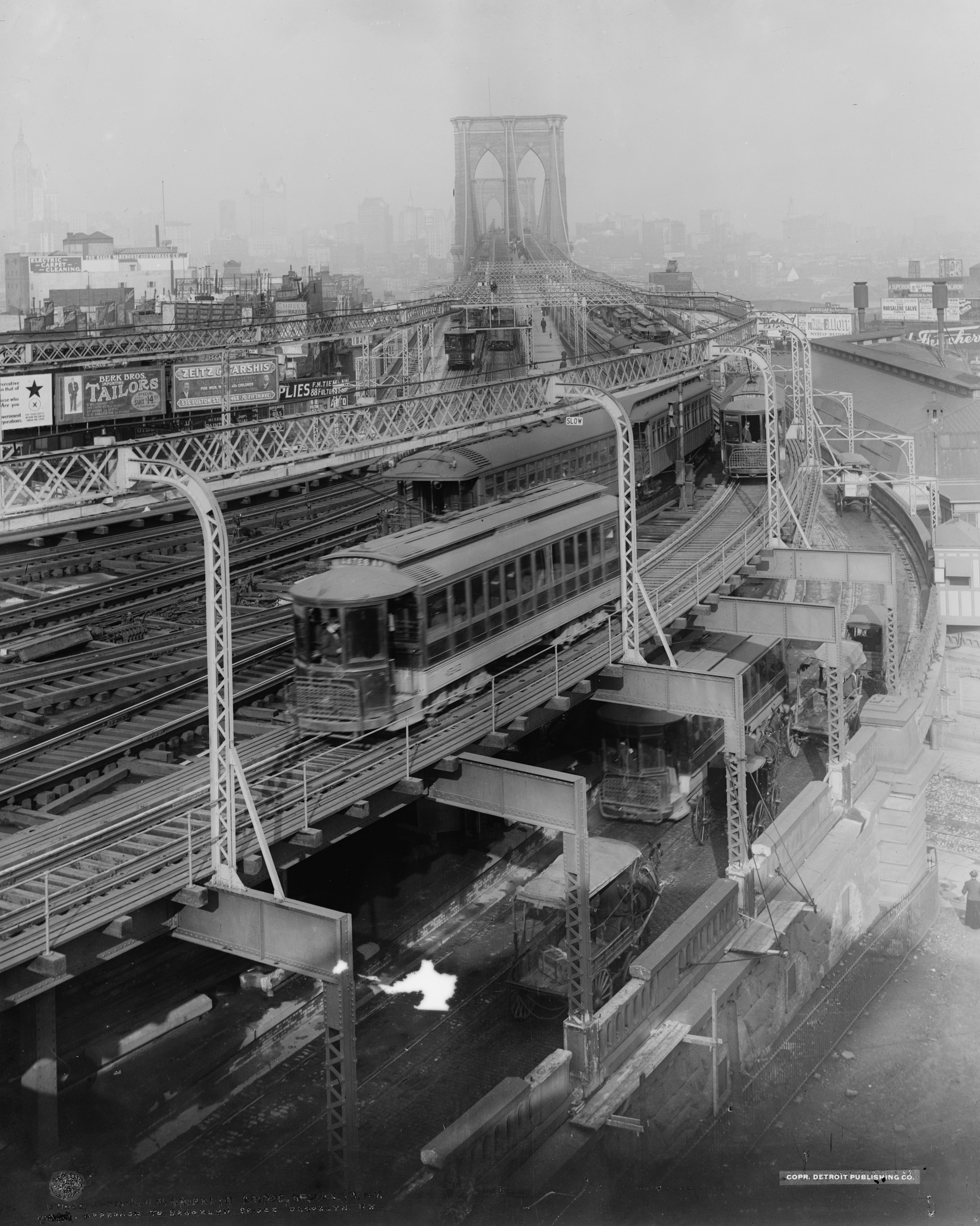
U-Bahn-Züge und Straßenbahnwagen auf dem Hochbahnabschnitt in Brooklyn, im Straßenniveau weitere Straßenbahnwagen, frühe 1900er Jahre

Um das Jahr 1900 herum verkauften die Betrüger George C. Parker und William McCloundy mehrfach angeblich von ihnen besessene Grundstücke, über die neue Zufahrtsstraßen zur Brücke laufen sollten, an wohlhabende Besucher der Stadt, die sich davon hohe Renditen versprachen. Im Volksmund lief bald die Geschichte um, die beiden hätten unbedarften Fremden die Brücke selbst angedreht. „Selling the Brooklyn Bridge“ wurde bis heute zum geflügelten Wort in der englischen Sprache für jede Art von Missbrauch der Gutgläubigkeit anderer.

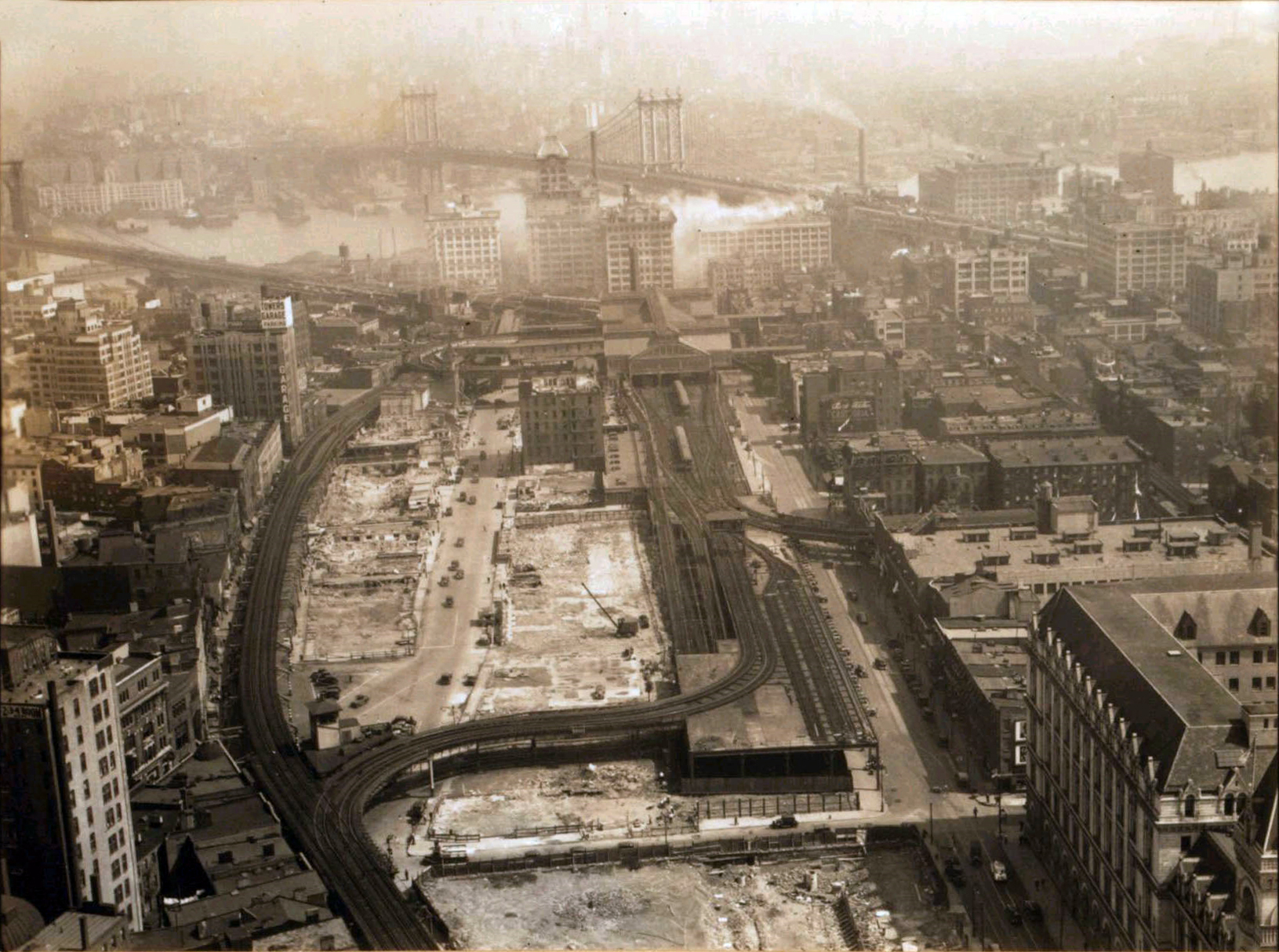
Ehemaliger Endbahnhof der Kabelbahn in Brooklyn und Verknüpfung mit den Strecken der BRT, 1936

Ab dem 1. Oktober 1901 wurde die Kabeltraktion auf die nachmittäglichen lokalen Züge der Hauptverkehrszeit zwischen den beiden Flussufern beschränkt und am 27. Januar 1908 ganz eingestellt. 1944 endete der mittlerweile zur New York City Subway gehörende U-Bahn-Verkehr auf den BRT-Gleisen über die Brücke, fortan nutzte die Straßenbahn die Gleise der ehemaligen Kabelbahn. 1954 wurde auch der Straßenbahnverkehr über die Brooklyn Bridge eingestellt.
Zwischen 1944 und 1955 wurden umfangreiche Renovierungs- und Verstärkungsmaßnahmen durchgeführt. Dabei wurden zuletzt auch die Straßenbahngleise entfernt und die Brücke auf sechs Fahrstreifen für den Kfz-Verkehr umgestellt. 1999 wurde die Fahrbahndecke erneuert und eine Reihe verstärkender Stahlstreben eingesetzt.
Im Januar 1964 erhielt die Brücke den Status eines National Historic Landmark. Im Oktober 1966 wurde die Brooklyn Bridge in das National Register of Historic Places der USA aufgenommen, die offizielle Liste schützenswerter Stätten und Bauten. Am 24. März 1983 erhielt sie den Titel einer National Historic Civil Engineering Landmark. Um ihre herausragende architektonische Stellung zu unterstreichen, wird die Brücke seit den 1980er Jahren nachts beleuchtet.

### 21. Jahrhundert
Seit 2009 wird am Fuß der Brücke entlang des East Rivers der Brooklyn Bridge Park errichtet. Eine grundlegende Renovierung der Brücke begann ebenfalls 2009 und dauert an (Stand: August 2016). Nachdem bei der Sanierung weitere Schäden entdeckt worden sind, verzögert sich der Abschluss der Sanierungsarbeiten. Bis zum endgültigen Abschluss der Sanierung wird mit Kosten von mehr als 600 Millionen Dollar gerechnet. Während der Sanierungsarbeiten bleibt die Brücke zwar geöffnet, es kommt jedoch insbesondere an Wochenenden immer wieder zu Teil- und Vollsperrungen für den Fahrzeugverkehr. Mit einem Abschluss der Arbeiten wurde für das Jahr 2016 gerechnet, mittlerweile ist der geplante Fertigstellungstermin auf 2022 verschoben worden.
2021/2022 wurde der kombinierte Fuß- und Radweg umgebaut, er ist jetzt nur noch Fußweg. Fahrräder haben jetzt auf der Fahrbahnebene eine eigene abgetrennte Spur.
Am Abend des 17. Mai 2025 kollidierte das mexikanische Segelschulschiff Cuauhtémoc mit der Brücke. Die Masten des Schiffes wurden dabei abgeknickt. Bei dem Unfall kamen zwei Angehörige der Schiffsmannschaft ums Leben, mehrere weitere wurden verletzt.

## Technische Beschreibung

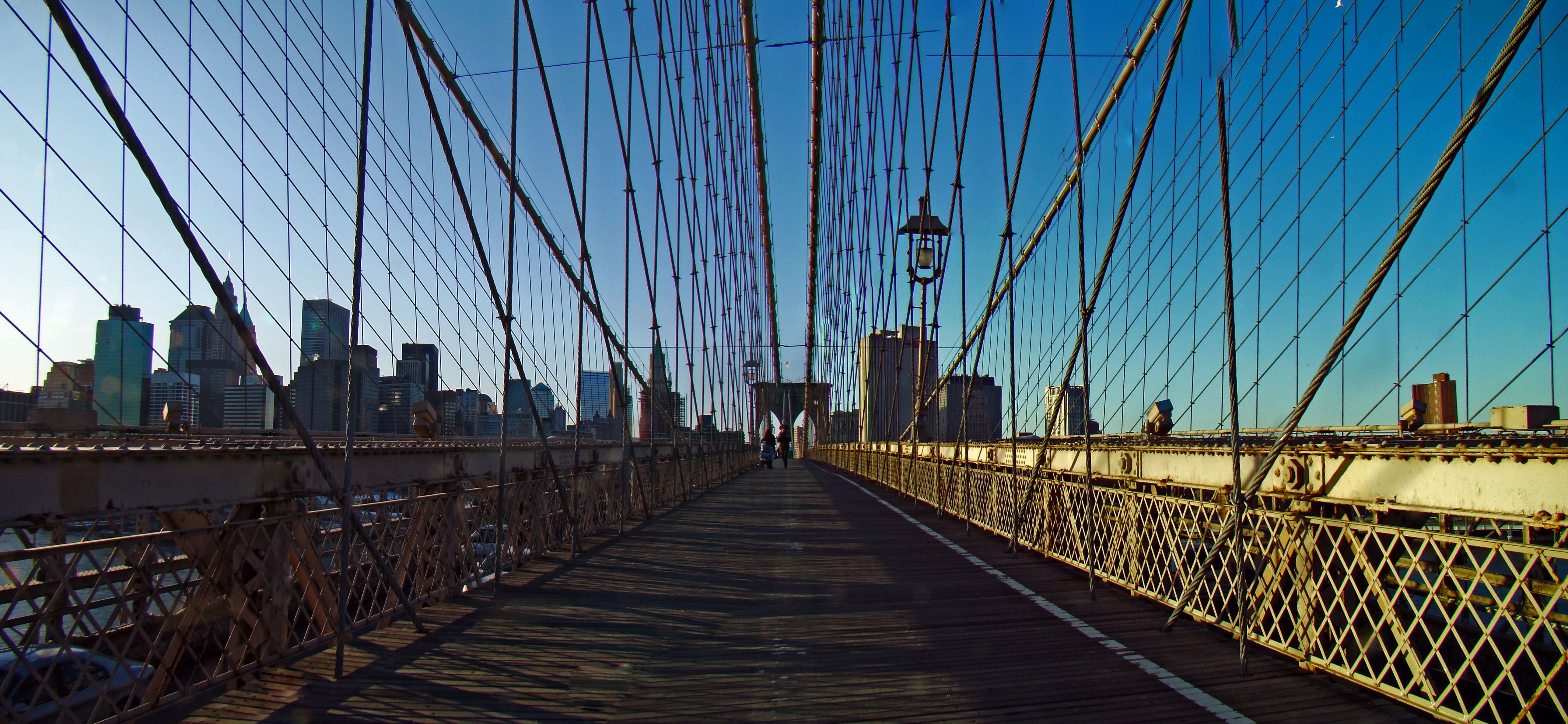
Ehemaliger Fuß- und Fahrradweg der Brooklyn Bridge mit Blick auf Manhattan, seit dem Umbau 2021/2022 nur noch Fußweg

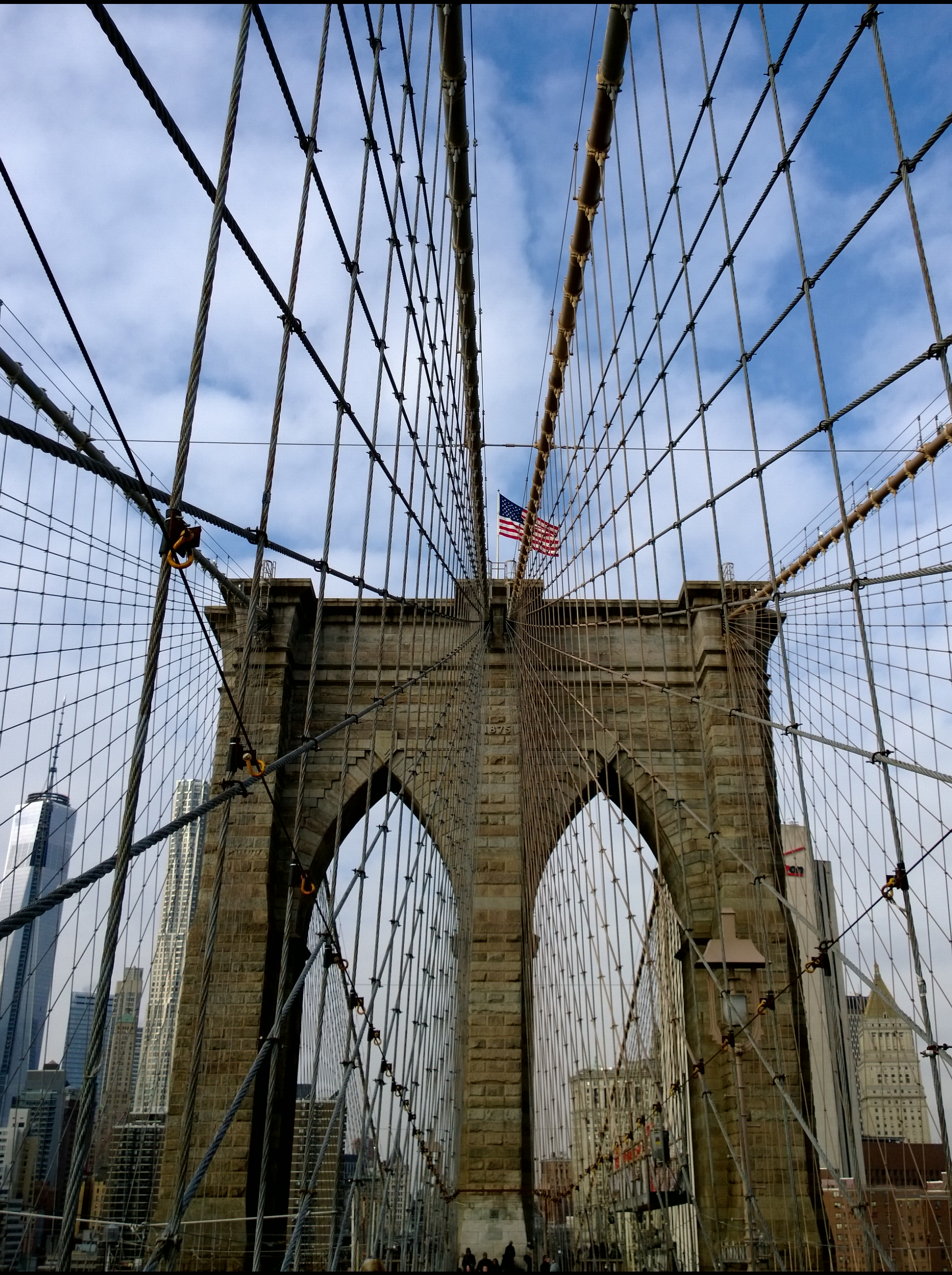
Mittelteil der Brücke

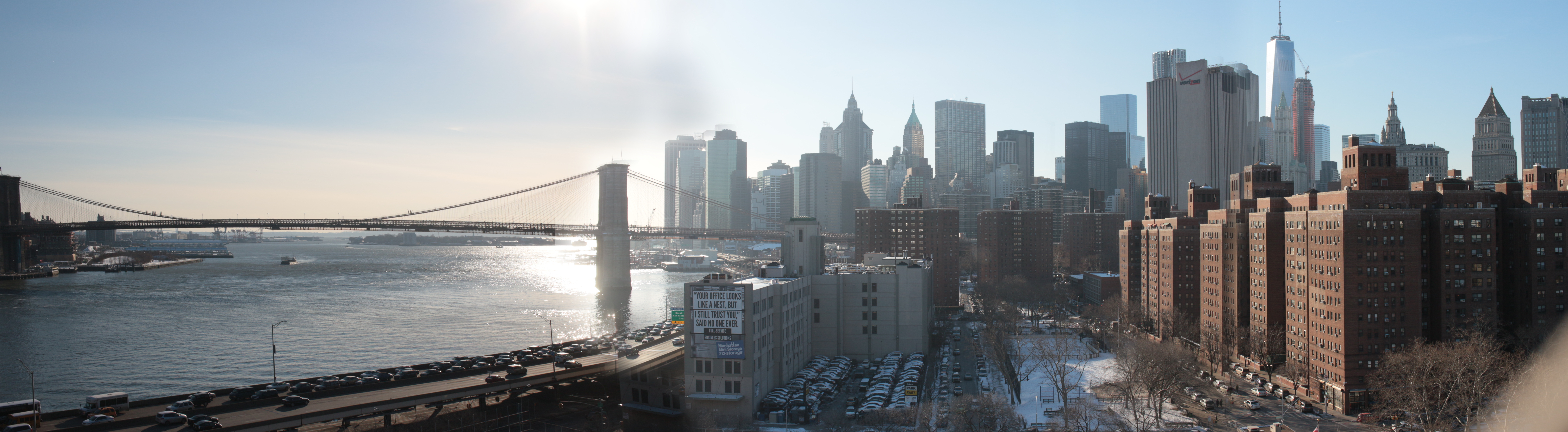
Brooklyn Bridge im Februar 2015

John Augustus Roebling wandte bei der Brooklyn Bridge die gleichen grundlegenden Prinzipien an wie bei seinen früheren Brücken: Die Brücke wird von massiven Steintürmen getragen. Der Fahrbahnträger ist eine kastenförmige Fachwerkkonstruktion, die für sich allein bereits eine hohe Steifigkeit aufweist, um die gefürchteten Schwingungen und Verdrehungen bei Stürmen zu verhindern. Der Fahrbahnträger wird nicht nur mit senkrechten Hängern an die Tragkabel gehängt, sondern zusätzlich mit Schrägseilen an den Türmen befestigt. Die Dimensionierung erfolgt großzügig, so dass die Brücke auch große Lasten und schwere Stürme schadlos überstehen kann. Obwohl die Brooklyn Bridge ursprünglich für Pferdekutschen, Ochsenfuhrwerke und die damaligen leichten Eisenbahnen konzipiert war, überstand sie später die enorme Zunahme des Straßenverkehrs und der Fußgängermassen.
Die Brooklyn Bridge hat eine Länge von insgesamt 1834 m (6016 ft) einschließlich der Auffahrtsrampen, die wegen der Nutzung durch Eisenbahnen flach gehalten werden mussten. Die Länge zwischen den Ankern der Tragkabel beträgt 1068 m (3455 ft 6 in). In der Hauptöffnung hat sie eine Stützweite von 486,3 m und in den beiden Randöffnungen eine von jeweils 284,4 m, was eine Gesamtstützweite von 1055,1 m ergibt.
Der 25,9 m breite, in zwei Hälften geteilte Fahrbahnträger bietet Platz für insgesamt sechs Fahrstreifen, jeweils drei pro Richtung. Ursprünglich waren es vier Fahrstreifen sowie zwei Gleise für Vorortzüge auf den inneren Fahrstreifen, die später in Straßenbahntrassen umgebaut wurden. 1950 wurden auch diese Gleise entfernt. Ein Zwischenraum in der Mitte ist nicht als Fahrstreifen ausgebildet, da er von den mittleren Pylonen zwischen den großen Portalen in Anspruch genommen wird. In der Ebene über den Fahrbahnen befindet sich mittig ein separater Überweg, der sich in Hälften aufgabelnd durch die Portalöffnungen durchfädelt. Dazwischen ist ein Metallnetz waagrecht gespannt. Früher war der Weg für Fußgänger und Fahrradfahrer, seit dem Umbau 2021/2022 nur noch für Fußgänger. Für die Fahrradfahrer wurde von den drei nach Manhattan führenden Fahrstreifen die linke zu zwei Fahrradspuren (nach und von Manhattan) umgebaut und mit einer Trennwand zum übrigen Verkehr versehen.
Die Brooklyn Bridge hat eine lichte Höhe von 41,15 m (135 ft bei MLW (Mean Low Water)) in der Mitte des leicht nach oben gewölbten Fahrbahnträgers. Zu den Ufern hin vermindert sich die lichte Höhe auf 36,27 m (119 ft) an den Pylonen.

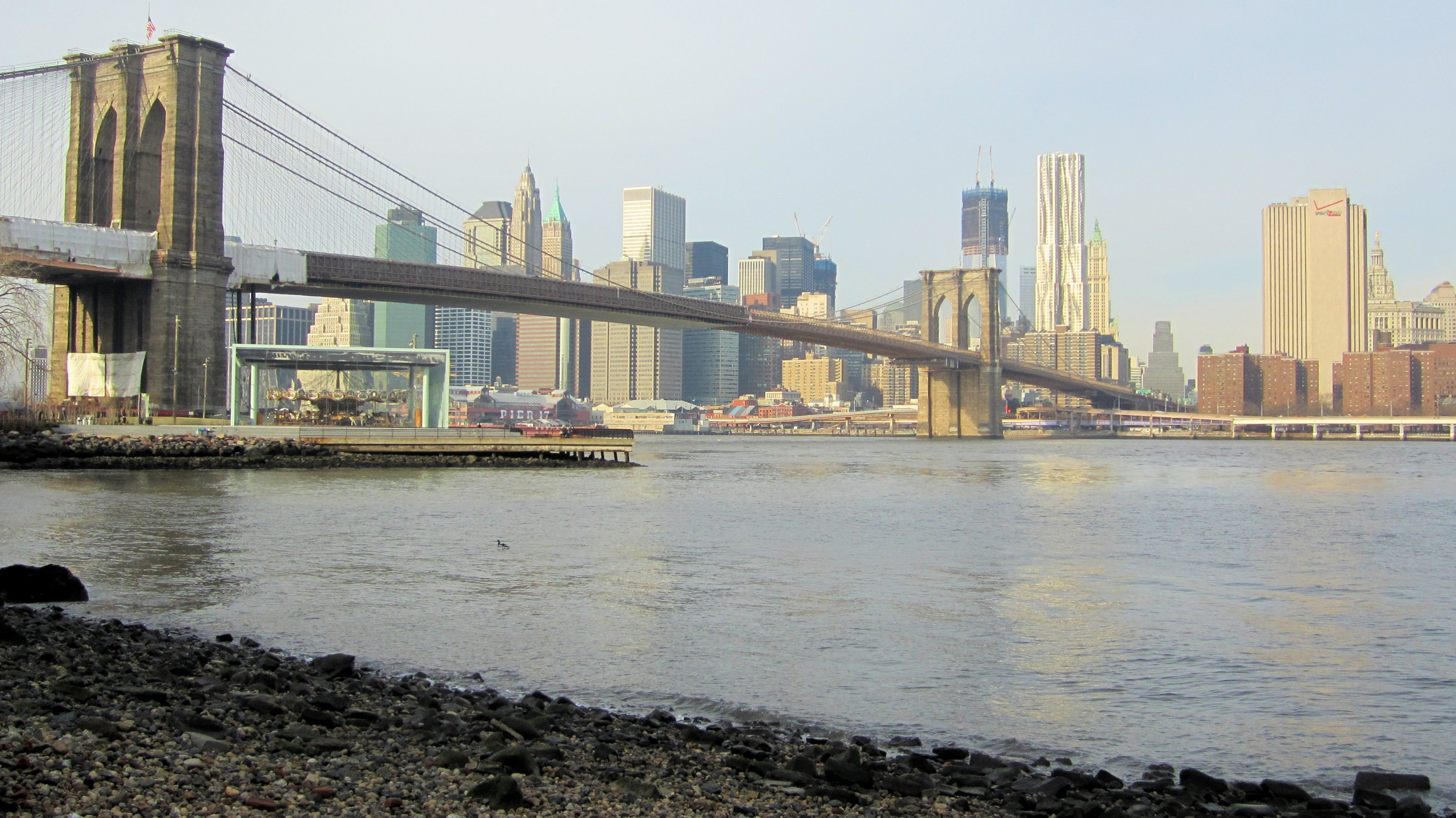
Downtown Manhattan ragt hinter der Brooklyn Bridge in den Himmel

Die beiden mit neugotischen Stilelementen versehenen Türme bestehen aus Granit. Als Stilvorlage sollen Roebling die gotischen Bogenfenster der Divi-Blasii-Kirche in seinem deutschen Geburtsort Mühlhausen/Thüringen gedient haben. Sie haben zwei Spitzbogenportale für die drei Fahrbahnen auf den beiden Hälften des Fahrbahnträgers, die dementsprechend jeweils zwei Tragkabel haben. Die Türme überragten mit einer Höhe von 48,50 m (159 ft) über der Fahrbahn und von 84,30 m über dem mittleren Hochwasser alle damaligen Gebäude bis auf die Turmspitze der Trinity Church, die noch einen guten Meter höher war. Die Fundamente der Türme reichen auf der Seite von Manhattan 23,7 m (78 ft) und 13,4 m (44 ft) auf der Seite von Brooklyn in den Boden.

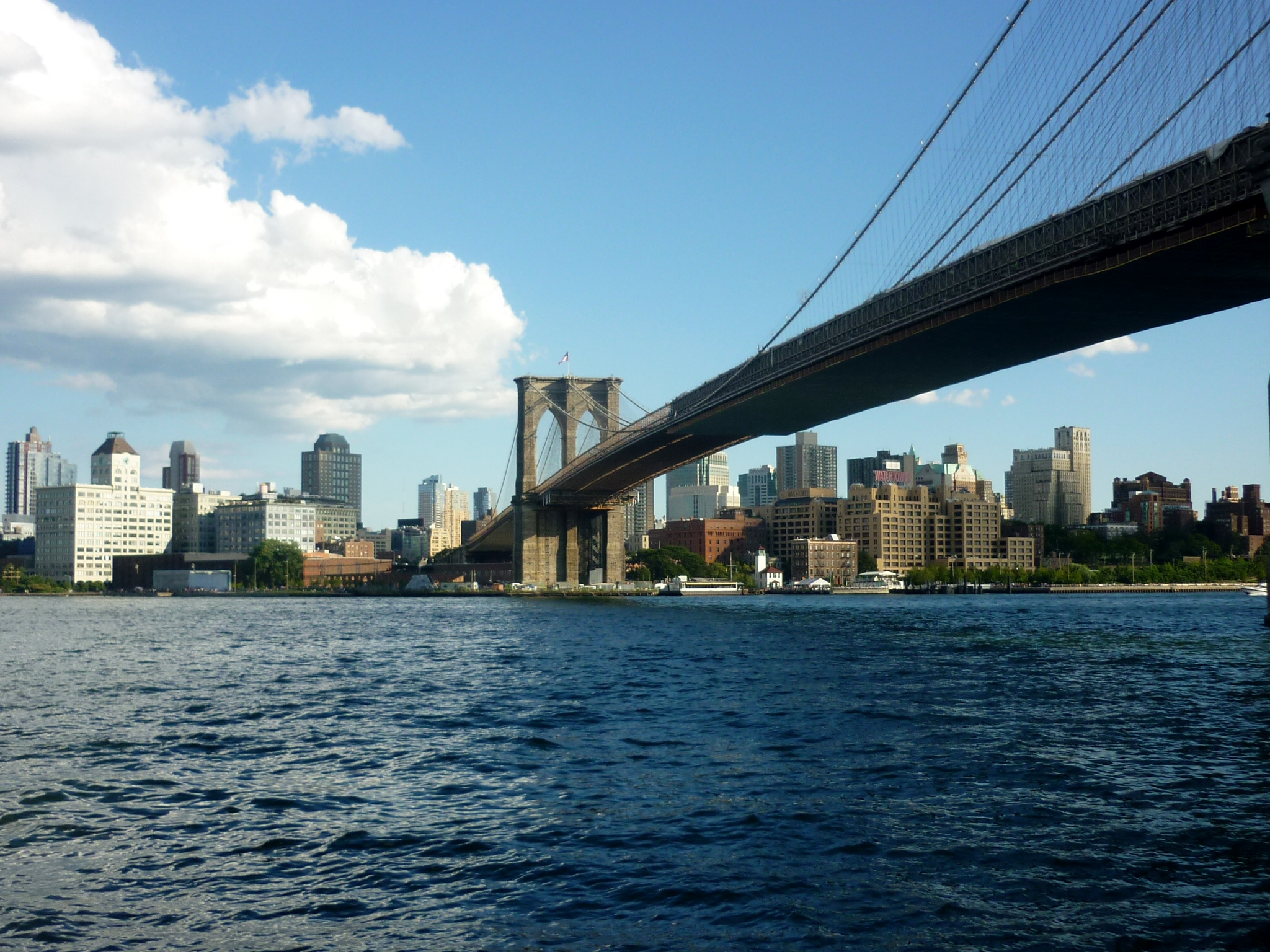
Die Brooklyn Bridge von Manhattan aus mit Blick auf Brooklyn

Die Brooklyn Bridge war die erste Hängebrücke, für die Tragkabel aus Stahl verwendet wurden. Die vier Tragkabel sind Paralleldrahtseile; sie bestehen aus jeweils 5434 parallel nebeneinander liegenden Stahldrähten, die zunächst in 19 Bündeln zu je 286 Drähten zusammengefasst und anschließend durch große Seilklemmen zu den rund 40 cm starken Tragkabeln zusammengepresst und mit glühendem Draht ummantelt wurden. Sie wurden mit Roeblings patentiertem Luftspinnverfahren vor Ort hergestellt. An den Tragkabeln sind insgesamt 1520 Hänger aus normalem, geschlagenem Drahtseil befestigt. Außerdem wurden zwischen den Turmspitzen und dem Fahrbahnträger noch insgesamt 400 Schrägseile gespannt.
Roebling arbeitete einen großen Sicherheitsfaktor ein, indem er die Tragseilkonstruktion für eine sechsmal höhere Last auslegte als erforderlich. Dies machte sich vor allem bezahlt, als man während der Arbeiten entdeckte, dass ein Zulieferer minderwertige Drähte geliefert hatte. Diese waren bereits eingebaut und konnten nicht mehr entfernt werden. Da die Belastungsfähigkeit dadurch aber nur so weit sank, dass die Brücke immer noch die vierfache Beanspruchung verkraftete, beließ man es dabei. Insgesamt wurden 24.000 km Draht für die Seile verwendet.
Das Gewicht der Brücke beträgt ca. 13.300 metrische Tonnen (ohne Türme, Caissons und Verankerungen).
Täglich passieren rund 120.000 Fahrzeuge, 4000 Fußgänger und 3100 Radfahrer die Brücke. Die Nutzung ist beschränkt auf Fahrzeuge bis zu 3,4 m Höhe und 2,7 t Gesamtgewicht.

## In Kunst und Medien

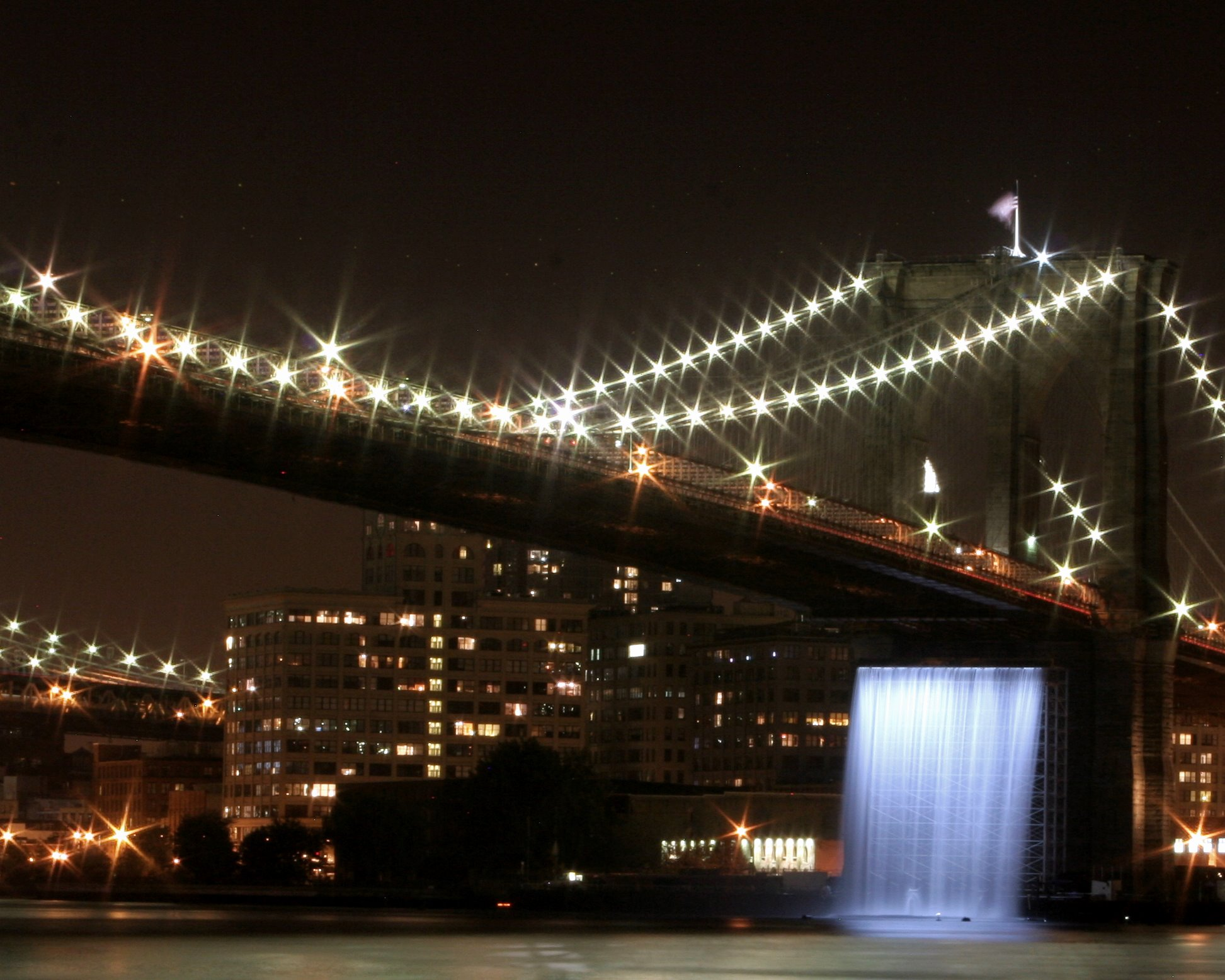
Ein Wasserfall des Kunstprojekts The New York City Waterfalls von 2008 war unter der Brooklyn Bridge installiert.

- Die Brooklyn Bridge steht zusammen mit der Verrazzano-Narrows Bridge im Mittelpunkt des Films und Musicals Saturday Night Fever, beide als Sinnbilder für den Weg in eine neue Welt – zu einer glamourösen Karriere anstelle trister Arbeit. Der Hinterhof-Junge aus Brooklyn träumt von der feinen Gesellschaft in Manhattan. Die zwei Welten sind durch den East River getrennt, aber die Brooklyn Bridge verbindet sie und wird so zum Ort der Hoffnung auf den sozialen Aufstieg.
- Das gleiche Motiv gibt es bei Katharina Weingartner in ihrem Film Sneaker Stories.[22] Neben Red Hook in Brooklyn werden Viertel aus Wien und Accra dargestellt, in denen arme Jugendliche davon träumen, mittels Baseballspielen reich zu werden und dann ein lukratives Sponsoring von Nike etc. zu bekommen. Weingartner kontrastiert Red Hook und das Finanzviertel von Manhattan, sie sind nur durch den Fluss getrennt: seit dem Industrieabbau … und dem darauf folgenden Aufstieg schwarzer Musik- und Sport-Ikonen ist er unüberwindbar geworden, und doch sind die beiden Viertel symbolisch verbunden: Wie soll sich ein Jugendlicher auf Lebensmittelmarken in Red Hook diesem Mythos entziehen?[23]
- In die Gegenrichtung verlaufen die Sehnsüchte in Leslie Kaplans Roman Brooklyn Bridge. Für die Hauptfigur stellt der abschließende Gang über die Brücke die erträumte mentale Rückkehr in die Kindheit, in die Heimat, dar.
- Der Expressionist Robert Müller schrieb 1920 die Erzählung Brooklyn-Bridge
- Der US-amerikanische Dichter Harold „Hart“ Crane war bei seinem Poem The Bridge (1930; dt. Die Brücke) von der Brooklyn Bridge inspiriert. Hart Crane lebte einige Zeit in 110 Columbia Heights in Brooklyn, mit guter Sicht auf die Brücke. Unter der Adresse hatte zuvor auch der Erbauer Washington Roebling gewohnt.[24]
- In Richard Crabbe’s historischem Thriller Die Brooklyn Verschwörung steht die Brooklyn Bridge im Mittelpunkt einer dramatischen Epoche der Stadtgeschichte.
- Als eines der Wahrzeichen der Stadt New York ist die Brooklyn Bridge Handlungsort in zahlreichen Romanen, Fernsehsendungen, Filmen (z. B. Es war einmal in Amerika [1984], Godzilla [1998], Deep Impact [1998], I Am Legend [2007]), Cloverfield [2008] und Computerspielen (z. B. SimCity 3000).
- Der Dokumentarfilmer Ken Burns drehte 1981 einen oscarnominierten Dokumentarfilm über die Entstehung der Brücke (Brooklyn Bridge).
- Im Sommer 2008 war die Brooklyn Bridge selbst Teil einer großen Installation: The New York City Waterfalls war von Mitte Juli bis Mitte Oktober 2008 zu sehen. Der dänisch-isländische Künstler Olafur Eliasson hatte mit einem Budget von 15 Millionen Dollar mehrere künstliche Wasserfälle konstruiert, einen davon unter der Brooklyn Bridge.[25]
- Andreas Feininger schuf mehrere Fotos der Brücke (darunter z. B.: im Nebel; zur Nacht) aus verschiedenen Perspektiven, die ein weitverbreitetes Poster-Motiv abgeben. Eine eher unbekannte Version, bei der die Brücke waagerecht vor der Hochhauskulisse verläuft, dient als Coverbild (vorn und hinten) eines Düsseldorfer Ausstellungskatalogs über Rose Ausländer unter dem Titel Ich fliege auf der Luftschaukel Europa – Amerika – Europa von 1994
- Am 22. Juli 2014 wurden zwei im Wesentlichen weiße Flaggen geborgen, die Unbekannte auf den zwei Pylonen statt der Staatsflaggen aufgezogen hatten.[26] Am 13. August 2014 bekannten sich zwei Berliner Künstler, Mischa Leinkauf und Matthias Wermke, als für diese Aktion verantwortlich.[27]